# Château de Herrenchiemsee
Pour les articles homonymes, voir Herrenchiemsee.
Herrenchiemsee est un château construit par le roi Louis II de Bavière sur Herrenchiemsee, une île du Chiemsee à 80 km à l'est de Munich.
L'île, sur laquelle se trouvait un monastère augustin, a été achetée par Louis II de Bavière en 1873. Le roi a fait transformer les lieux en une résidence connue sous le nom d'ancien palais (Altes Schloss). À partir de 1878, il fait construire le nouveau château de Herrenchiemsee (Neues Schloss) sur le modèle du château de Versailles par les architectes Georg von Dollmann, Christian Jank, Franz Seitz et Julius Hofmann.
Laissé inachevé à la mort du roi en 1886, le château de Herrenchiemsee est le dernier et le plus vaste projet architectural de Louis II de Bavière. Aujourd'hui entretenu par l'administration des palais, jardins et lacs de l'État de Bavière, il constitue une attraction touristique majeure.
Le château, réplique du Versailles de Louis XIV, est également connu sous le nom, voulu par Louis II de Bavière, de « Meicost Ettal », un nom énigmatique qui est en fait une anagramme de la fameuse citation apocryphe du Roi-Soleil : « L'État , c'est moi ! ».

## Historique
Lors de son voyage en France en 1867, le roi de Bavière avait visité le château de Versailles et y avait conçu une admiration passionnée pour Louis XIV. Il avait alors décidé de faire construire son propre château de Versailles. Mais Linderhof, inspiré du Grand Trianon, ne fut en définitive qu'une petite maison de campagne, bien peu en rapport avec cette ambition. Aussi, en septembre 1873, Louis II acheta-t-il au comte d'Hunolstein l'île de Herrenchiemsee pour y entamer en 1878 la construction d'un Versailles bavarois, sous la direction de l'architecte Georg von Dollmann (auteur du château de Linderhof), assisté de Christian Jank et Franz Seitz, et à qui succédera Julius Hofmann.
La première pierre fut posée le 31 mai 1878 et les travaux progressèrent très rapidement. Les tissus et autres éléments de décoration intérieure avaient été commandés plusieurs années avant le début de la construction. Au bout de sept années, les travaux seront interrompus faute d'argent, mais Louis II peut s'installer dans le palais, où il ne vécut que 16 jours. Peu après la mort du roi en 1886, les travaux sont définitivement arrêtés. Les vingt pièces du palais dont la décoration intérieure a été terminée sont alors ouvertes à la visite du public, notamment pour permettre de rembourser les dettes colossales accumulées par Louis II de Bavière pour sa construction.
Le domaine est aujourd'hui géré par l'administration des châteaux, jardins et lacs de l'état bavarois.

## Architecture intérieure
Après deux antichambres, on passe dans la chambre de parade où l'on voit de part et d'autre de son lit deux portes menant à sa garde-robe, où il se faisait habiller, et une autre aux toilettes, puis dans la salle du Conseil. Les appartements d'État débouchent sur la galerie des Glaces, avec à ses extrémités les salons de la paix et de la guerre, qui occupe toute la partie avant du palais sur une longueur totale de 98 mètres, soit 25 m de plus que le modèle original versaillais. Les appartements privés comprennent une salle de bains, une salle à manger ornée d'un lustre en porcelaine de Meissen et pourvue d'une table qui s'escamote dans le sous-sol grâce à un mécanisme hydraulique.
L'escalier des Ambassadeurs est la réplique de celui de Versailles, démoli en 1752. Son symétrique ne fut jamais achevé.
Il reste à ce jour plusieurs pièces inachevées ou encore en construction. 

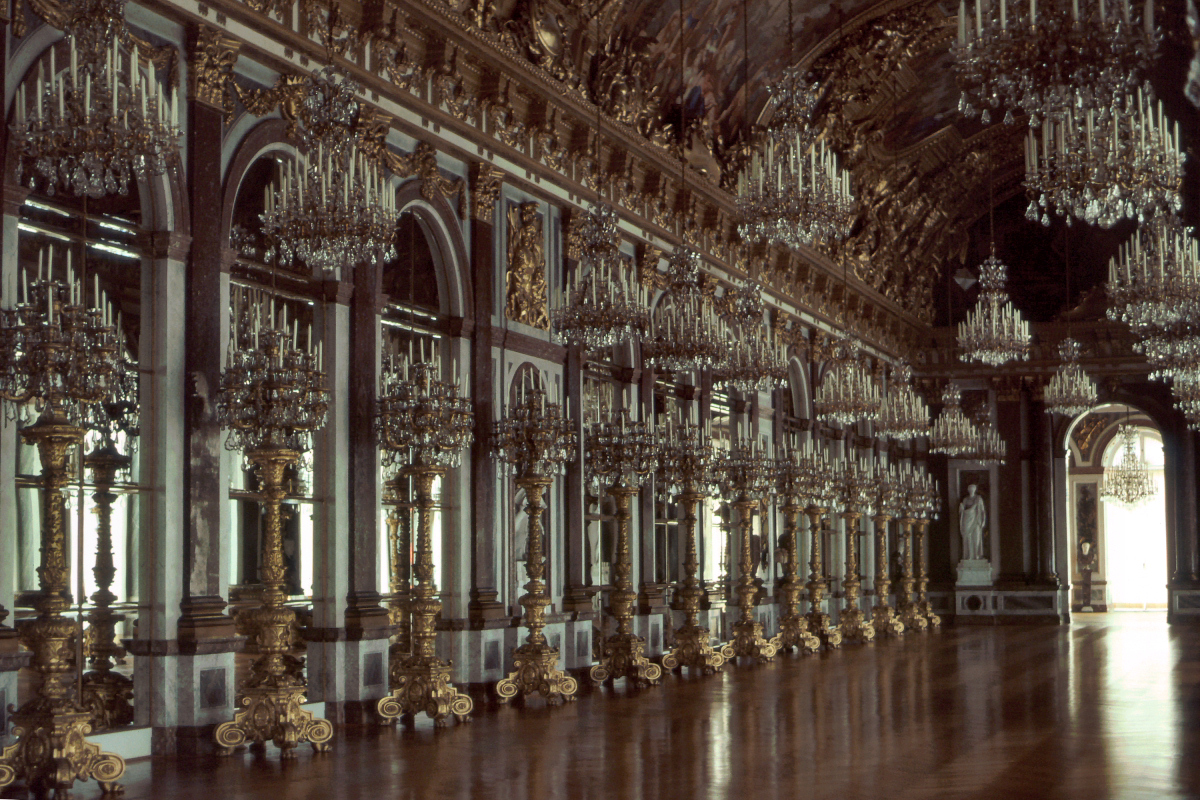
La Galerie des glaces de Herrenchiemsee.
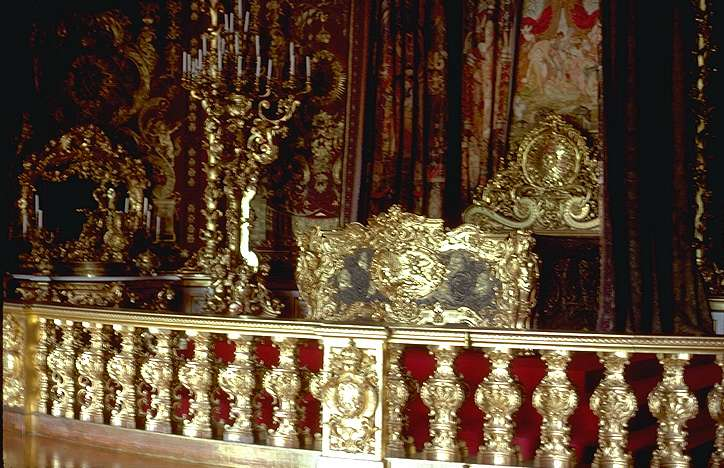
La Chambre du Roi Louis II.
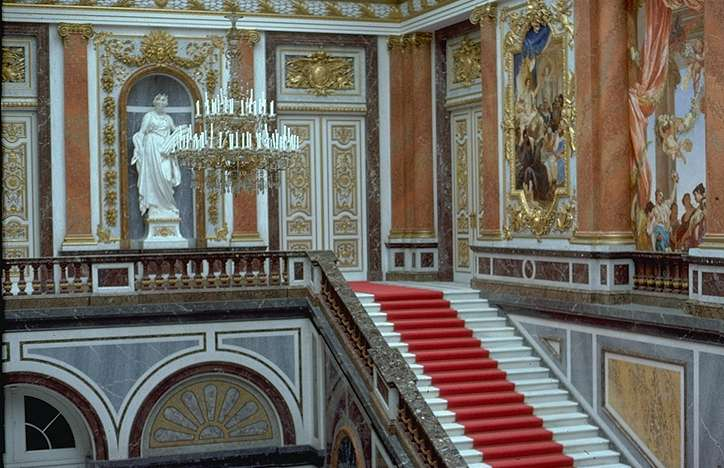
La réplique de l'escalier des Ambassadeurs.
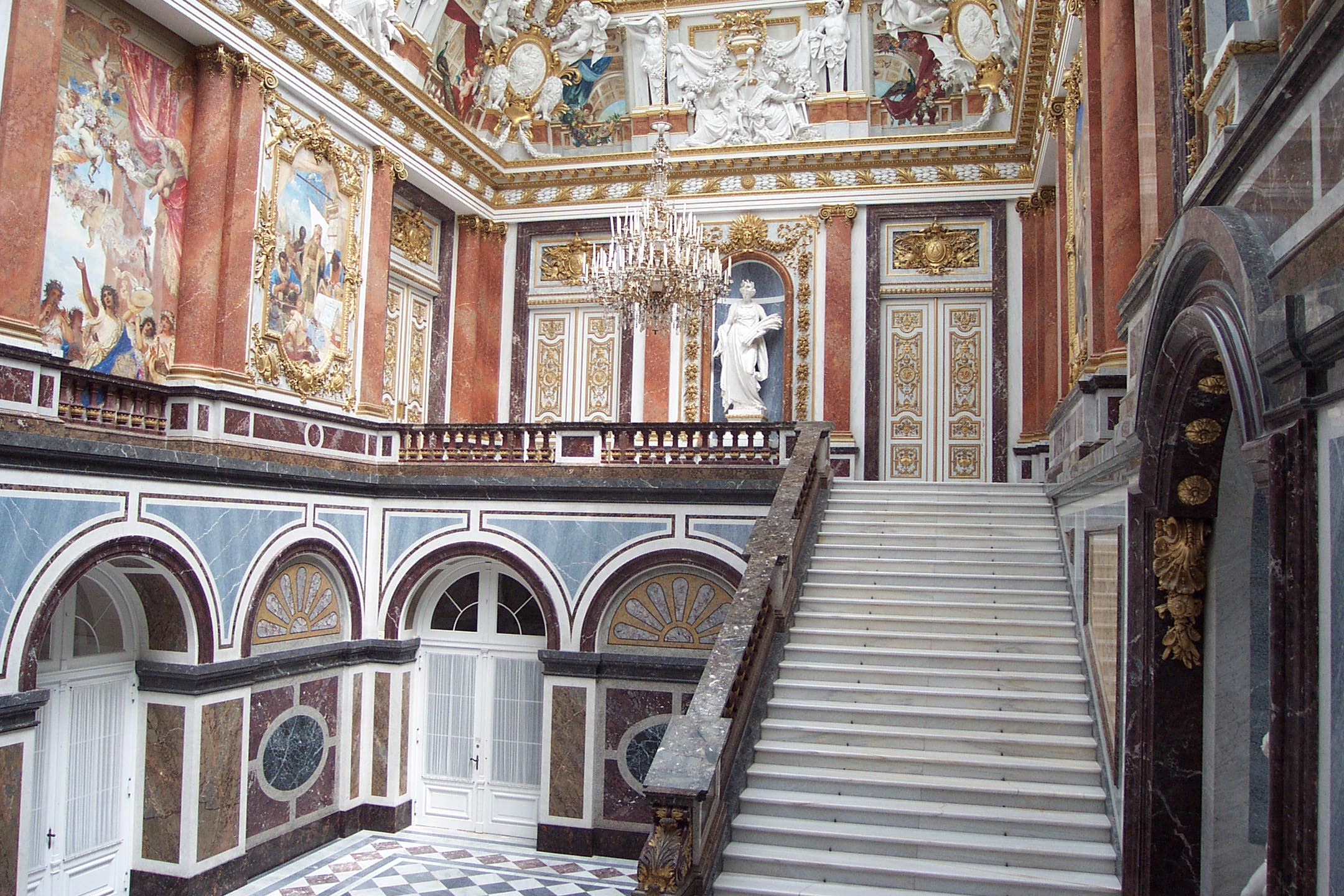
La réplique de l'escalier des Ambassadeurs.
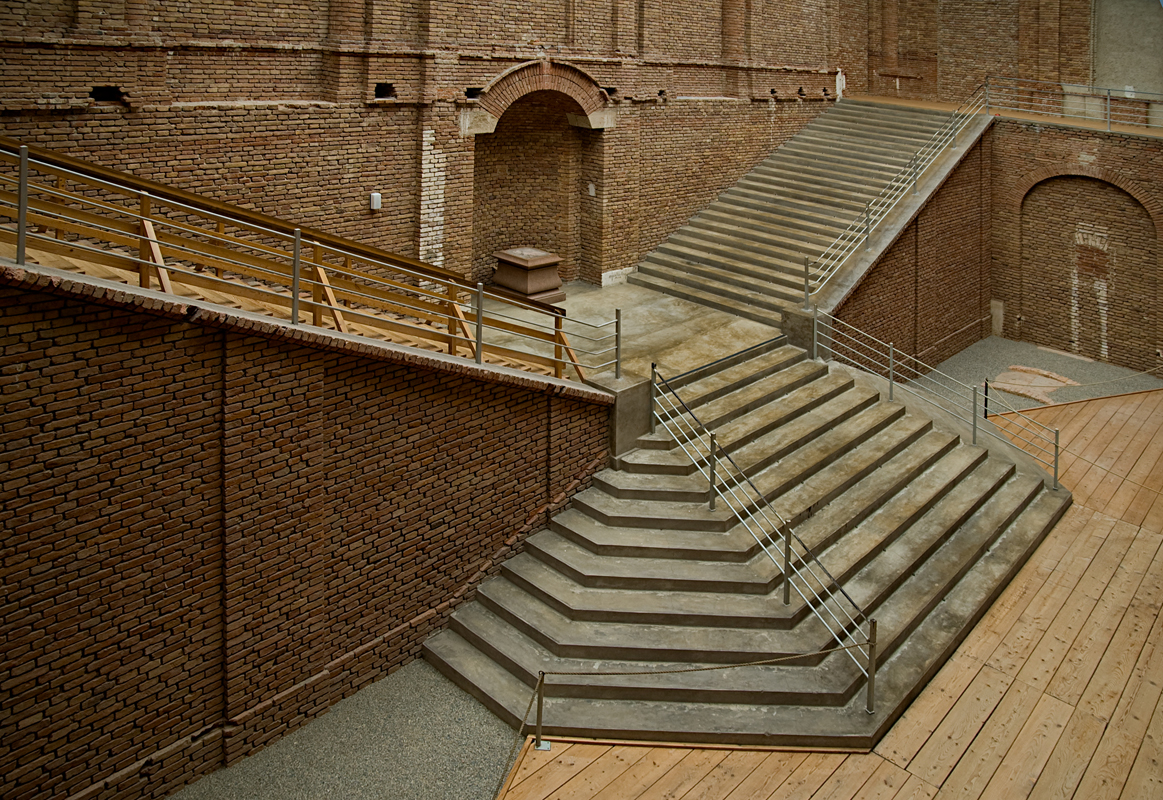
Projet d'escalier symétrique, inachevé.
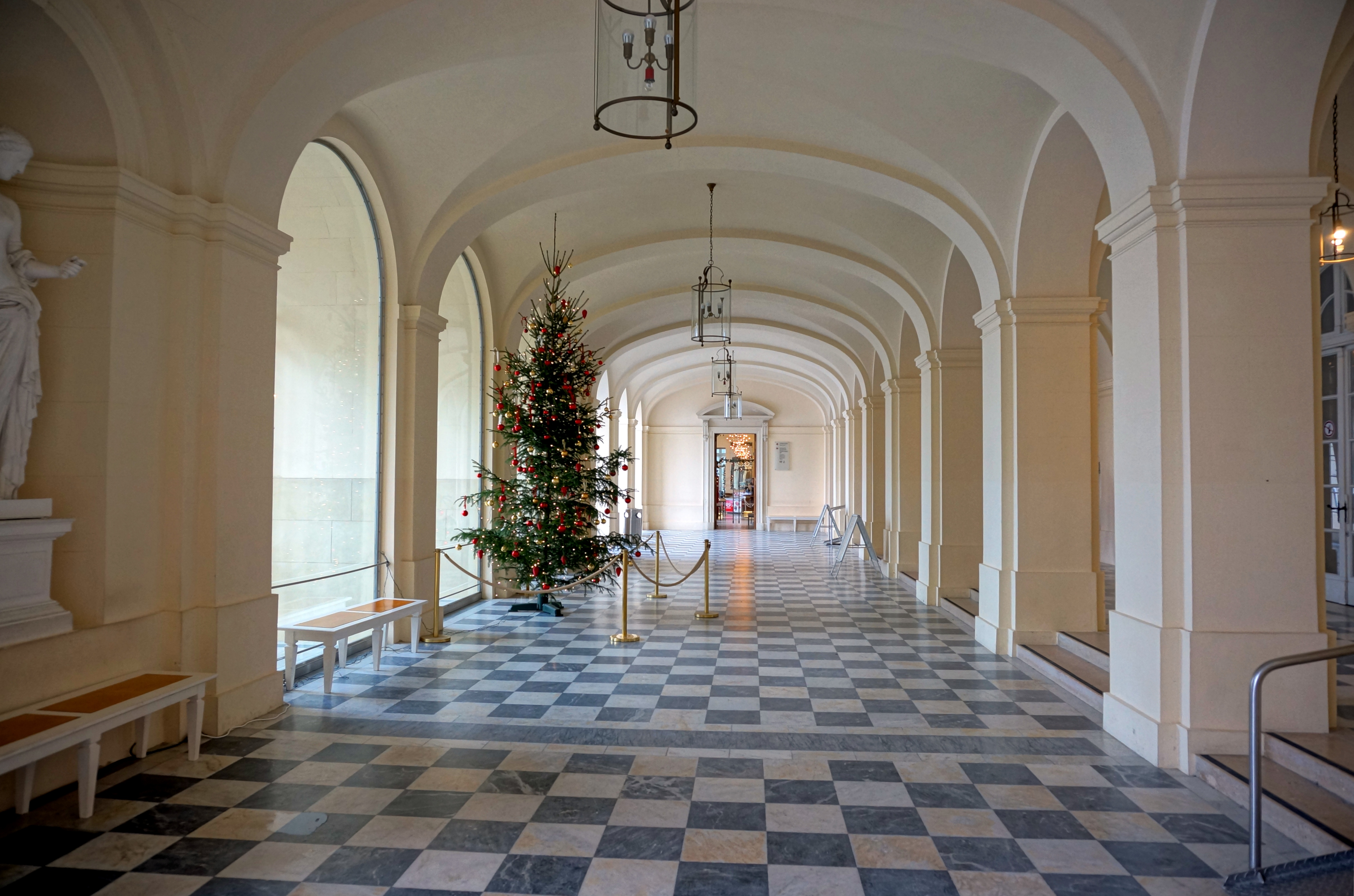
Le vestibule du château.

## Artistes ayant travaillé au château de Herrenchiemsee
- Gyula Benczúr : peintures
- Angelo Graf von Courten

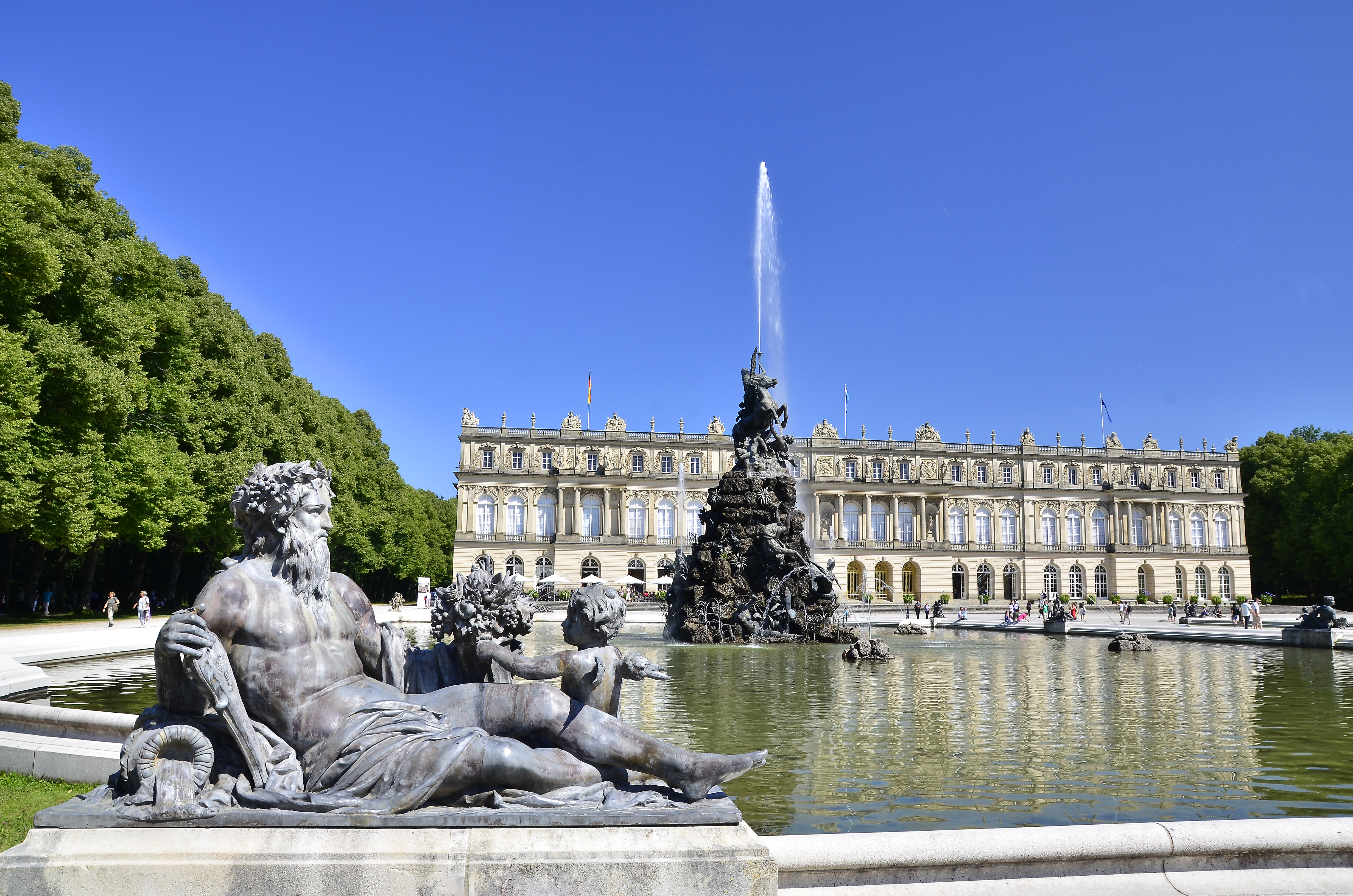
Façade du jardin et fontaine de gauche.

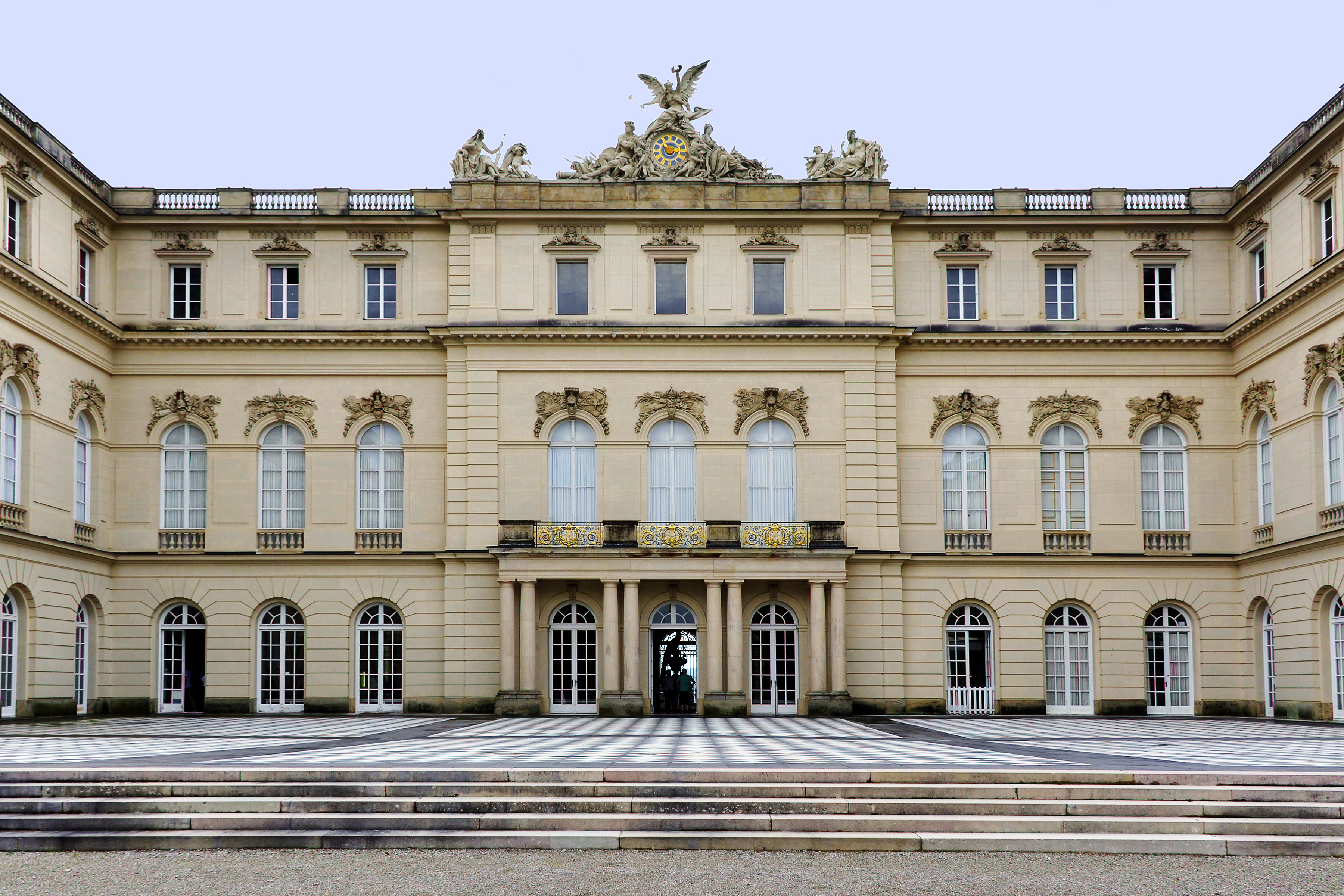
Cour d'honneur.

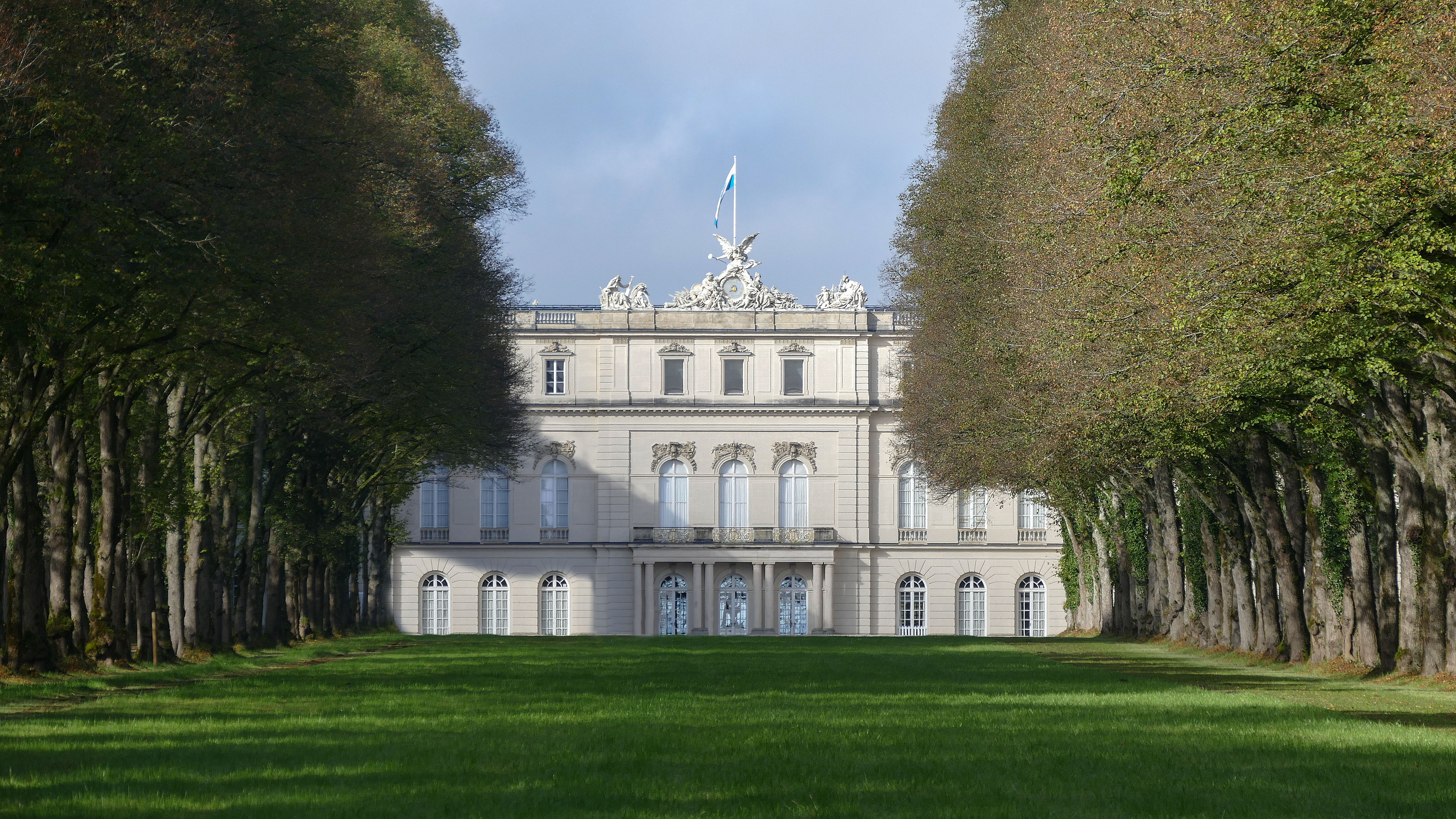
L'arrière du château.

- Georg von Dollmann : architecture et génie civil
- Carl von Effner : jardins
- Julius Frank : peintures
- Jonathan Hart : sculptures
- Wilhelm Hauschild : peintures murales
- Johann Nepomuk Hautmann : sculptures
- Julius Hofmann : architecture
- Christian Jank : architecture
- Julian Jury: peintures
- Ludwig von Langenmantel : peintures
- Ludwig Lesker : peintures
- J. & L. Lobmeyr : lustres, cristal
- Hans Makart : décoration, peintures
- Manufacture de Meissen : porcelaines
- Jakob Möhl : jardins
- Joseph Munsch : peintures
- Elisabeth Ney : sculptures
- Philipp Perron : stucs
- Ferdinand von Piloty : peintures
- Anton Pössenbacher : mobilier
- Eduard Riedel : architecture
- Wilhelm Rögge : peintures
- Wilhelm von Rümann : sculptures
- Gabriel Schachinger : peintures
- Josef Schmitzberger : peintures
- Karl Schultheiss : peintures
- Karl Schweitzer : horloge astronomique
- Adolf Seder : marqueteries, mobilier, porcelaines
- Fanz von Seitz : décoration, peintures
- August Spieß : peintures
- Franz Paul Stulberger : architecture
- Joseph Watter : peintures
- Franz Widnmann : peintures

## Panorama

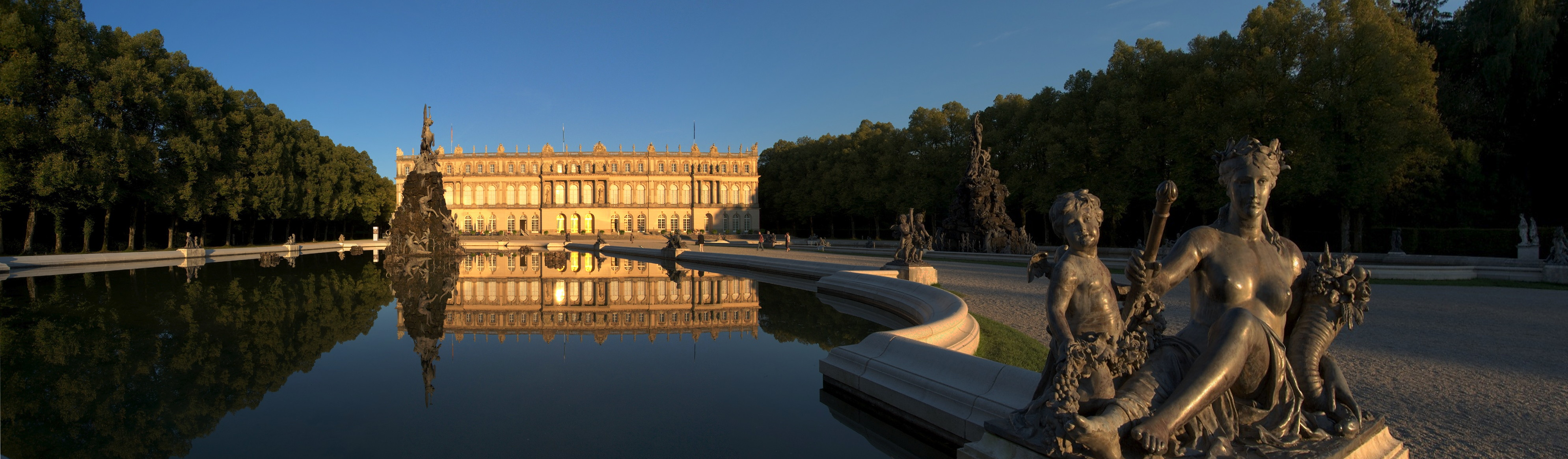

## Lieu de tournages
- Louis II de Bavière, film de Helmut Käutner (1955)
- Ludwig ou le crépuscule des dieux, film de Luchino Visconti (1973)
- Rusalka, film de Petr Weigl (de) (1977)
- Ludwig 1881 (de), film de Donatello et Fosco Dubini (1997)
- Einam Leben, téléfilm allemand de Franz Xaver Bogner (2000)
- Herrschaft Zeit'n, film de Thomas et Andreas Schmidbauer (2010)
- Les Trois Mousquetaires, film de Paul Anderson (2011)
- Secrets d'Histoire, émission télévisée (2015) : épisode Louis II de Bavière, le roi perché (première diffusion le 29 mars 2016 sur France 2)[2]

## Protection
Le château est inscrit sur la liste du patrimoine mondial en 2025 par l'UNESCO, en tant que partie du bien « Les châteaux du roi Louis II de Bavière : Neuschwanstein, Linderhof, Schachen et Herrenchiemsee ».